# Clive Barker’s Hellraiser: Revival
Clive Barker’s Hellraiser: Revival (с англ. — «Восставший из ада Клайва Баркера: Возрождение») — предстоящая компьютерная игра в жанре ужасы, разрабатываемая Saber Interactive в сотрудничестве с Boss Team Games. Игра является частью медиафраншизы «Восставший из ада».

## Игровой процесс
Игра представляет собой survival horror от первого лица. Игроку предстоит перемещаться по лабиринтоподобному измерению, решая различные головоломки и защищаясь от местных монстров с помощью артефакта под названием Конфигурация Генезиса.

## Синопсис
Одной ночью сенобиты во главе с Пинхедом проникают в дом к юноше Эйдану и похищают его девушку Санни из-за того, что она открыла Шкатулку, став добычей для адских существ. Эйдан следует прямиком за ними и попадает в лабиринтоподобное измерение, где он должен найти и спасти свою девушку, а также раскрыть тайну Конфигурации Генезиса — артефакта, который Эйдан находит во время своего странствования.

## Разработка и выпуск
За 5 дней до официального анонса Saber Interactive запустила сайт с обратным отсчётом и выложила тизер в свои социальные сети. Игра была официально анонсирована 22 июня 2025 года. Она запланирована к выпуску на консоли PlayStation 5 и Xbox Series X/S, а также компьютеры под управлением Windows.
Даг Брэдли вернулся к роли Пинхеда, а создатель франшизы Клайв Баркер полностью задействован в разработке игры, что делает Hellraiser: Revival третьим игровым проектом с его непосредственным участием (после Undying и Jericho).